# 山口県道28号小郡三隅線
山口県道28号小郡三隅線（やまぐちけんどう28ごう おごおりみすみせん）は、山口県山口市小郡上郷から長門市三隅上に至る県道（主要地方道）である。

## 概要
山口県の交通の要衝である小郡地区と県北部の萩・長門を結ぶ幹線ルートの一つとなっている。
2011年の小郡萩道路開通に併せて、同道路の大田ICから絵堂ICまでが本線の一部（国道490号との重複区間）となっている。

### 路線データ
- 起点：山口市小郡新町（新町交差点、国道9号・山口県道353号新山口停車場上郷線交点）
- 終点：長門市三隅上（宗頭交差点、国道191号交点）

## 歴史
- 1993年（平成5年）5月11日 - 建設省から、県道小郡三隅線が小郡三隅線として主要地方道に指定される[2]。

## 路線状況

### 重複区間
- 山口県道30号小野田美東線（美祢市美東町綾木・柿ノ木原交差点 - 美祢市美東町大田・温湯交差点）
- 国道490号（美祢市美東町大田IC - 絵堂IC）
- 山口県道239号銭屋美祢線（美祢市美東町絵堂・絵堂IC - 美祢市美東町赤・宮の馬場交差点）

## 地理
山口市小郡新町5丁目の国道9号新町交差点（JR山口線 上郷駅近く）を起点とし、そこから美祢市美東地区へ北上する。美祢市に入ってからは美東地区を縦断するように進み、途中、大田ICから自動車専用道路となり、秋吉台の東側を通り、絵堂ICから再び一般道路となり、秋吉台サファリランドのすぐ傍などを通る。長門市に入ると三隅川に沿って北上し、長門市三隅上の国道191号宗頭交差点が終点となる。

### 通過する自治体
- 山口市
- 美祢市
- 長門市

### 交差する道路
| 交差する道路                                                                                                 | 市町村名 | 交差する場所         | 交差する場所         |
| --- | -------- | -------------------- | -------------------- |
| 国道9号 山口県道353号新山口停車場上郷線 山口県道501号山口秋吉台公園自転車道線 重複区間起点                   | 山口市   | 小郡新町5丁目        | 新町交差点 / 起点    |
| 山口県道501号山口秋吉台公園自転車道線 重複区間終点                                                           | 山口市   | 小郡新町3丁目        |                      |
| 山口県道501号山口秋吉台公園自転車道線 重複区間起点                                                           | 山口市   | 小郡真名             |                      |
| 山口県道231号美祢小郡線                                                                                      | 山口市   | 小郡真名             |                      |
| 山口県道501号山口秋吉台公園自転車道線 重複区間終点                                                           | 山口市   | 小郡上郷             |                      |
| 山口県道501号山口秋吉台公園自転車道線 重複区間起点                                                           | 山口市   | 小郡上郷             |                      |
| 山口県道501号山口秋吉台公園自転車道線 重複区間終点                                                           | 山口市   | 小郡上郷             |                      |
| 山口県道501号山口秋吉台公園自転車道線 重複区間起点                                                           | 山口市   | 小郡上郷             |                      |
| 山口県道501号山口秋吉台公園自転車道線 重複区間終点                                                           | 山口市   | 小郡上郷             |                      |
| 山口県道501号山口秋吉台公園自転車道線 重複区間起点                                                           | 山口市   | 小郡上郷             |                      |
| 山口県道501号山口秋吉台公園自転車道線 重複区間終点                                                           | 山口市   | 小郡上郷             |                      |
| 山口県道501号山口秋吉台公園自転車道線 重複区間起点                                                           | 山口市   | 小郡上郷             |                      |
| 山口県道501号山口秋吉台公園自転車道線 重複区間終点                                                           | 山口市   | 小郡上郷             |                      |
| 山口県道501号山口秋吉台公園自転車道線 重複区間起点                                                           | 山口市   | 小郡上郷             |                      |
| 山口県道31号美東秋芳西寺線 山口県道240号湯ノ口美祢線 重複 山口県道501号山口秋吉台公園自転車道線 重複区間終点 | 美祢市   | 美東町真名           | 湯ノ口交差点         |
| 山口県道309号佐々並町絵美東線                                                                                | 美祢市   | 美東町綾木           |                      |
| 山口県道30号小野田美東線 重複区間起点 山口県道240号湯ノ口美祢線 重複区間起点                                 | 美祢市   | 美東町綾木           | 柿ノ木原交差点       |
| 国道435号 山口県道240号湯ノ口美祢線 重複区間終点                                                             | 美祢市   | 美東町綾木           | 植竹交差点           |
| 山口県道30号小野田美東線 重複区間終点                                                                        | 美祢市   | 美東町大田（おおだ） | 温湯（ぬくゆ）交差点 |
| 国道490号 / 小郡萩道路 重複区間起点                                                                          | 美祢市   | 美東町大田           | 大田IC               |
| 国道490号 / 小郡萩道路 重複区間終点 山口県道239号銭屋美祢線 重複区間起点                                     | 美祢市   | 美東町赤             | 絵堂IC交差点 絵堂IC  |
| 山口県道333号奥秋吉台公園線                                                                                  | 美祢市   | 美東町赤             | 松原交差点           |
| 山口県道239号銭屋美祢線 重複区間終点                                                                         | 美祢市   | 美東町赤             | 宮の馬場交差点       |
| 山口県道308号明木美東線                                                                                      | 美祢市   | 美東町赤             |                      |
| 国道191号 | 長門市   | 三隅上               | 宗頭交差点 / 終点    |

### 峠
- 二本木峠（山口市と美祢市との境界）
- 呑水峠（美祢市美東町大田）
- 山中峠（美祢市美東町赤）